# Corbs marins
Els corbs marins són un grup d'ocells que formen la família dels falacrocoràcids (Phalacrocoracidae), dins l'ordre dels suliformes (Suliformes). De classificació controvertida, els diversos autors han donat un nombre variable de gèneres. Tampoc hi ha hagut acord en el nombre d'espècies, i algunes que figuren en una classificació, apareixen com a subespècies en altra.
Els corbs marins són ocells marins de dimensions mitjanes. La majoria (incloent-hi totes les espècies de l'hemisferi nord) tenen plomatge negre o molt fosc, però algunes espècies de l'hemisferi sud tenen plomatge blanc i negre (i algunes, com el corb marí pigallat, presenten colors força vius). Moltes espècies tenen clapes de pell acolorida a la cara, que poden ser blau intens, taronja, vermell o groc, habitualment més intens durant l'estació d'aparellament. El bec és llarg, estret i afuat. Els peus tenen quatre dits amb membranes, característica de tots els pelicaniformes.
Són ocells costaners, més que no pas oceànics, i alguns han colonitzat aigües d'interior. Es troben arreu del món, excepte a les illes centrals del Pacífic. Tots ells són pescadors; se submergeixen a l'aigua i neden una estona sota la superfície, fins a profunditats de fins a 5 metres. Les seves plomes no són impermeables. Els corbs marins niuen en colònies, en arbres, illots rocallosos o penya-segats. Els ous són d'un color blavós i les cries s'alimenten per regurgitació.
Als Països Catalans se n'observen dues espècies: el corb marí gros com a hivernant molt comú i el corb marí emplomallat com a sedentari menys freqüent.

## Llista de gèneres
Segons el Handbook of the birds of the world alive (31/01/2015), aquesta família està formada per dos gèneres, amb 35 espècies vives.
- Gènere Microcarbo, amb 5 espècies.
- Gènere Phalacrocorax, amb 30 espècies.

Altres classificacions han considerat que totes les espècies de la família pertanyen al gènere Phalacrocorax. També hi ha qui considera un tercer gènere, Leucocarbo, amb unes 15 espècies.

## Curiositats
A algunes regions de la Xina hi ha el costum d'ensinistrar corbs marins capturats de petits per pescar per als homes, posant-los una anella al voltant del coll perquè a l'hora de treballar no es puguin empassar els peixos, que els seus amos recullen de dintre la gola dels ocells.